# Saint-Georges-d’Aurac
Saint-Georges-d’Aurac – miejscowość i gmina we Francji, w regionie Owernia-Rodan-Alpy, w departamencie Górna Loara.
Według danych na rok 1990 gminę zamieszkiwało 427 osób, a gęstość zaludnienia wynosiła 25 osób/km² (wśród 1310 gmin Owernii Saint-Georges-d’Aurac plasuje się na 448. miejscu pod względem liczby ludności, natomiast pod względem powierzchni na miejscu 554.).